# جیمز وودز
جیمز هاوارد وودز (James Howard Woods؛ زاده ۱۸ آوریل ۱۹۴۷ در ورنال، یوتا) هنرپیشه و تهیه‌کننده اهل آمریکا است.
در ابتدا جیمز وودز در دانشکده نیروی هوایی ایالات متحده آمریکا برای خلبانی هواپیمای جنگنده پذیرفته شد و سپس تحصیل در رشته علوم سیاسی را در مؤسسه فناوری ماساچوست ادامه داد تا در سال ۱۹۶۹ پس از دریافت لیسانس، حرفه هنرپیشگی را آغاز نمود. در سال ۱۹۷۴ نخستین نقش خود را در یک قسمت از مجموعه تلویزیونی کوجک (Kojak) بازی کرد.
او همچنین صدا پیشگی شخصیت مایک تورینو در بازی اتومبیل‌دزدی بزرگ: سن آندریاس (GTA San Andreas) را در کارنامه خود دارد.

## گزیده فیلمشناسی
- مهمانان (۱۹۷۲)
- آنطور که بودیم (۱۹۷۳)
- حرکت شب (۱۹۷۵)
- الکس و کولی (۱۹۷۶)
- هولوکاست (۱۹۷۸)
- ویدئودروم (۱۹۸۳)
- روزی روزگاری در آمریکا (۱۹۸۴)
- چشم گربه (۱۹۸۵)
- سالوادور (۱۹۸۶)
- معتقد واقعی (۱۹۸۹)
- خانواده فوری (۱۹۸۹)
- راه سخت (۱۹۹۱)
- چاپلین (۱۹۹۲)
- دیگزتاون (۱۹۹۲)
- متخصص (۱۹۹۴)
- کازینو (۱۹۹۵)
- نیکسون (۱۹۹۵)
- قاتل (۱۹۹۵)
- برای بهتر یا بدتر (۱۹۹۵)
- ارواح میسیسیپی (۱۹۹۶)
- لگد به سر (۱۹۹۷)
- هرکول (۱۹۹۷) (صداپیشه)
- تماس (۱۹۹۷)
- خون‌آشامان (۱۹۹۸)
- روزی دیگر در بهشت (۱۹۹۸)
- جرم واقعی (۱۹۹۹)
- هر یکشنبه کذایی (۱۹۹۹)
- خودکشی باکره‌ها (۱۹۹۹)
- دختر ژنرال (۱۹۹۹)
- فاینال فانتزی: ارواح درون (۲۰۰۱) (صداپیشه)
- ماشین‌سواری با پسرها (۲۰۰۱)
- فیلم ترسناک ۲ (۲۰۰۱)
- جان کیو (۲۰۰۲)
- استوارت کوچولو ۲ (۲۰۰۲) (صداپیشه)
- زندگی این دختر (۲۰۰۳)
- باحال باش (۲۰۰۵)
- پایان بازی (۲۰۰۶)
- موج‌سواری (۲۰۰۷) (صداپیشه)
- بزرگتر از آن که ورشکست شود (۲۰۱۱)
- سقوط کاخ سفید (۲۰۱۳)
- جابز (۲۰۱۳)
- ری داناوان (۲۰۱۳)
- مری و مارتا (۲۰۱۳)
- پسری به نام جیمز (۲۰۱۴)